# Quotientenregel
Die Quotientenregel ist eine grundlegende Regel der Differentialrechnung. Mit ihr wird die Ableitung eines Quotienten von Funktionen aus den Ableitungen der einzelnen Funktionen berechnet. In Kurzschreibweise lautet sie
{\displaystyle \left({\frac {u}{v}}\right)'={\frac {u'v-uv'}{v^{2}}}}.

## Aussage
Sind die Funktionen {\displaystyle u(x)} und {\displaystyle v(x)} von einem Intervall {\displaystyle D} in die reellen oder komplexen Zahlen an einer Stelle {\displaystyle x_{0}\in D} mit {\displaystyle v(x_{0})\neq 0} differenzierbar, dann ist auch die Funktion {\displaystyle f} mit
{\displaystyle f(x):={\frac {u(x)}{v(x)}}}
an der Stelle {\displaystyle x_{0}} differenzierbar und es gilt
{\displaystyle f'(x_{0})={\frac {u'(x_{0})\cdot v(x_{0})-u(x_{0})\cdot v'(x_{0})}{(v(x_{0}))^{2}}}}.

## Beispiel
Für {\displaystyle f(x)={\frac {x^{2}-1}{2-3x}}}  erhält man für {\textstyle x\neq {\frac {2}{3}}} durch Anwendung der Quotientenregel
{\displaystyle {\begin{aligned}f'(x)&={\frac {2x\cdot (2-3x)-(x^{2}-1)\cdot (-3)}{(2-3x)^{2}}}\\\end{aligned}}}.
Ausmultiplizieren und Zusammenfassen von Termen ergibt
{\displaystyle f'(x)={\frac {-3x^{2}+4x-3}{(2-3x)^{2}}}}.

## Herleitung
Der Quotient {\displaystyle u(x) \over v(x)} kann als Steigung in einem Steigungsdreieck gedeutet werden, dessen Katheten {\displaystyle u(x)} und {\displaystyle v(x)} sind (siehe Abbildung). Wenn {\displaystyle x} um {\displaystyle \Delta x} anwächst, ändert sich {\displaystyle u} um {\displaystyle \Delta u} und {\displaystyle v} um {\displaystyle \Delta v}. Die Änderung der Steigung ist dann
{\displaystyle {\begin{aligned}{\Delta \left({u \over v}\right)}&={{{u+\Delta u} \over {v+\Delta v}}-{u \over v}}\\&={{(u+\Delta u)\cdot v-u\cdot (v+\Delta v)} \over {(v+\Delta v)\cdot v}}\\&={{\Delta u\cdot v-u\cdot \Delta v} \over {v^{2}+\Delta v\cdot v}}\end{aligned}}}
Dividiert man durch {\displaystyle \Delta x}, so folgt
{\displaystyle {{\Delta \left({u \over v}\right)} \over {\Delta x}}={{{\Delta u \over \Delta x}\cdot v-u\cdot {\Delta v \over \Delta x}} \over {v^{2}+\Delta v\cdot v}}}.
Bildet man nun den Grenzübergang {\displaystyle \Delta x\to 0}, so folgt
{\displaystyle {\left({u \over v}\right)'}={{u'\cdot v-u\cdot v'} \over {v^{2}}}}.

## Weitere Herleitungen
Für {\displaystyle f(x)={\frac {u(x)}{v(x)}}=u(x)\cdot {\frac {1}{v(x)}}} gilt nach der Produktregel
{\displaystyle {\begin{aligned}f'(x)=u'(x){\frac {1}{v(x)}}+u(x)\left({\frac {1}{v(x)}}\right)'.\end{aligned}}}
Mit der Kehrwertregel
{\displaystyle \left({\frac {1}{v(x)}}\right)'=-{\frac {v'(x)}{v^{2}(x)}}}
folgt hieraus nach elementaren Termumformungen
{\displaystyle {\begin{aligned}f'(x)&={\frac {u'(x)v(x)-u(x)v'(x)}{v^{2}(x)}}.\end{aligned}}}
Eine alternative Herleitung gelingt allein mit der Produktregel durch Ableiten der Funktionsgleichung {\displaystyle f(x)\cdot v(x)=u(x)}. Allerdings wird hierbei implizit vorausgesetzt, dass {\displaystyle f(x)} überhaupt eine Ableitung besitzt, das heißt, dass {\displaystyle f'(x)} existiert.
{\displaystyle f'(x)\cdot v(x)+f(x)\cdot v'(x)=u'(x)}
Hieraus folgt
{\displaystyle {\begin{aligned}f'(x)&={\frac {u'(x)}{v(x)}}-{\frac {u(x)}{v(x)}}\cdot {\frac {v'(x)}{v(x)}}\\&={\frac {u'(x)v(x)-u(x)v'(x)}{v^{2}(x)}}.\end{aligned}}}